# 聖若望保祿二世天主教中學
聖若望保祿二世天主教中學（英語：St. John Paul II Catholic Secondary School），前稱真福教宗若望保祿二世天主教中學（Blessed Pope John Paul II Catholic Secondary），是加拿大安大略省多倫多士嘉堡的一所公立天主教中學，為西山及摩寧西社區提供服務。該校由多倫多天主教教育局運營。

## 知名校友
- 佐敦·咸美頓（英语：Jordan Hamilton (soccer)）[1][2]
- 安德魯·奧諾赫
- 阿祖安·沙尼奧斯

## 外部連結
- St. John Paul II Catholic Secondary School